# 발레리아 이 막시밀리아노
《발레리아 이 막시밀리아노》(스페인어: Valeria y Maximiliano)은 1991년 방영된 멕시코의 텔레노벨라이다.